# Ramanella palmata
Ramanella palmata é uma espécie de anfíbio da família Microhylidae.
É endémica do Sri Lanka.
Os seus habitats naturais são: regiões subtropicais ou tropicais húmidas de alta altitude.
Está ameaçada por perda de habitat.